# Paseo de la Florida (Madrid)

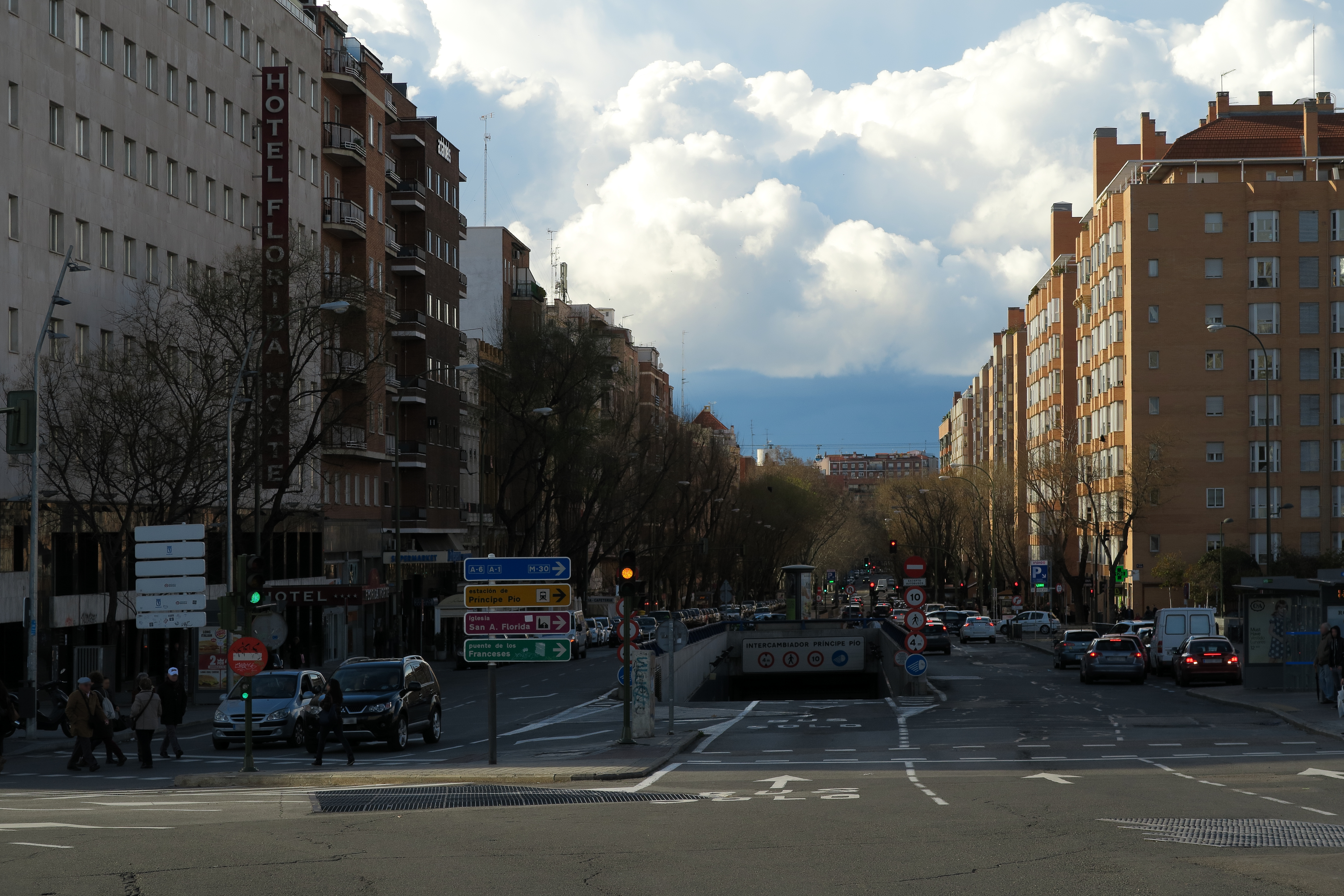
Paseo de la Florida (Madrid), en 2016

El paseo de la Florida es una avenida de la ciudad de Madrid, ubicada en el distrito de Moncloa-Aravaca, donde discurre paralela al río Manzanares, desde la glorieta de San Vicente hasta la glorieta de San Antonio de la Florida, junto a las ermitas gemelas de San Antonio de la Florida.

## Historia

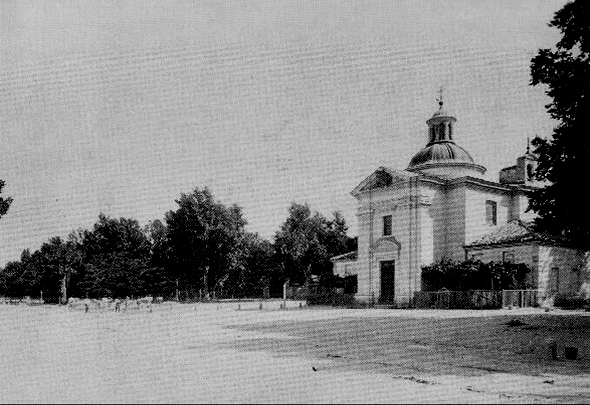
El paseo y la ermita de San Antonio (c. 1890)

El paseo sufrió una remodelación urbanística a comienzos de siglo, siendo conocido como una prolongación del paseo de la Virgen del Puerto, era un camino que unía el puente de Segovia con el camino de El Pardo y la entrada a Madrid por la Puerta de San Vicente.

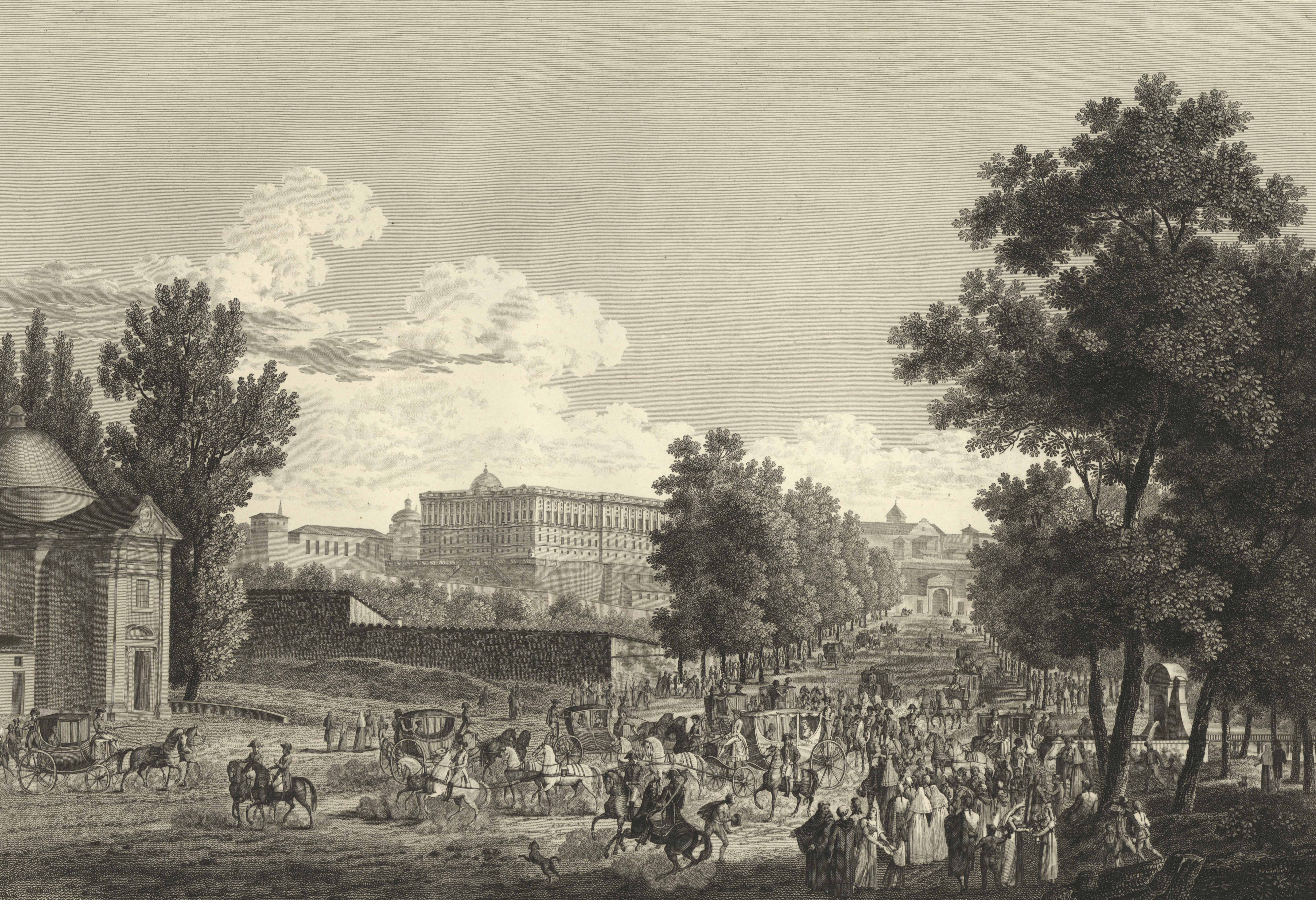
Paseo de la Florida a comienzos del siglo

Este primer acceso fue diseñado por el arquitecto italiano de Carlos III Francesco Sabatini. Su sucesor Carlos IV establece el Real Sitio de la Florida en uno de sus orillas. La Casa Mingo fue establecida por Domingo García González en el año 1888 en el espacio que prolonga el Campo del Moro, ocupando el antiguo almacén de material ferroviario de la Estación del Norte.